# Australische jacana
De Australische jacana (Irediparra gallinacea) is een steltloperachtige uit de familie van de Jacana's die voorkomt op diverse Indonesische eilanden, de Filipijnen en Australië.

## Algemeen
De Australische jacana heeft enorme poten met extra lange achterteen. Opvallend is de rode kam voor op de kop. De kruin, rug en borst zijn zwart. De vleugels zijn bruin. De rest van de kop, de buik en de keel zijn wit. Rond de ogen en op de keel zit een tintje geel. Mannelijke en vrouwelijke exemplaren zijn bijna identiek. Het mannetje is echter kleiner. Een juveniel lijkt op een volwassen exemplaar, maar heeft een donkerrode tot zwart kop en nek. Bovendien is de rode kam op de kop veel kleiner en donkerder van kleur.
Het mannetje wordt inclusief staart zo'n 20 centimeter lang met een vleugellengte van zo'n 12 centimeter, terwijl het vrouwtje zo'n 23 centimeter lang kan worden met een spanwijdte van zo'n 14 centimeter.

## Verspreiding en leefgebied
Deze jacana komt voor in tropische en subtropische zoetwatergebieden met drijvende vegetatie op de Kleine Soenda-eilanden, Nieuw-Guinea, de Molukken, Celebes, Borneo, Mindanao (Filipijnen) en het noorden en noordoosten van Australië.

## Status
De Australische jacana heeft een enorm groot verspreidingsgebied en daardoor alleen al is de kans op de status  kwetsbaar (voor uitsterven) uiterst gering. De grootte van de populatie is niet gekwantificeerd en er zijn geen gegevens over trends. Er is echter geen aanleiding te veronderstellen dat de soort in aantal achteruit gaat. Om deze redenen staat deze jacana als niet bedreigd op de Rode Lijst van de IUCN.

## Voedsel
De Australische jacana eet voornamelijk insecten, die gevangen worden op de drijvende vegetatie op het wateroppervlak. Daarnaast eet de soort zaden en waterplanten. Bij het zoeken naar voedsel gaat de kop op en neer en zwiept de staart continu op en neer.

## Voortplanting
De Australische jacana is niet monogaam: het vrouwtje kan dus met verschillende mannetjes paren. Het mannetje bouwt het nest, broedt de eieren uit en zorgt voor de jongen. Bij gevaar beschermt het mannetje de jongen door ze onder zijn vleugels te verstoppen en in veiligheid te brengen.